# Irchester United FC
Irchester United FC is een voetbalclub uit Engeland, die in 1883 is opgericht en afkomstig is uit Irchester. De club speelt anno 2021 bij Spartan South Midlands Football League

## Erelijst
- United Counties League Division One (1) : 2009-2010
- United Counties League Division Two (2) : 1930-1931, 1931-1932
- Rushden & District League (3) : 1928-1929, 1929-1930, 1936-1937
- Northamptonshire Junior Cup (4) : 1929-1930, 1933-1934, 1948-1949, 1975-1976

## Records
- Beste prestatie FA Cup : Extra kwalificatieronde, 2011-2012 & 2012-2013 & 2013-2014
- Beste prestatie FA Vase : Eerste ronde, 2014-2015